# El Sitio, Delstaten Mexiko
El Sitio är en ort i Mexiko.   Den ligger i kommunen Zacualpan och delstaten Mexiko, i den södra delen av landet, 100 km sydväst om huvudstaden Mexico City. El Sitio ligger 1 718 meter över havet och antalet invånare är 145.
Terrängen runt El Sitio är kuperad. Runt El Sitio är det ganska tätbefolkat, med 54 invånare per kvadratkilometer. Närmaste större samhälle är Ixtapan de la Sal, 14,3 km nordost om El Sitio. I omgivningarna runt El Sitio växer huvudsakligen savannskog.